# All'ombra di Tycho
All'ombra di Tycho (The Trouble with Tycho) è un romanzo di fantascienza del 1961 scritto da Clifford D. Simak.

## Trama
Chris stava tornando allo spazio porto, alla fine di un giro di perlustrazione alla ricerca di licheni sulla superficie della Luna. Durante il tragitto di ritorno incontra Amelia. I due dopo una breve conversazione, decidono di tentare l'esplorazione del cratere Tycho, considerato maledetto per via della scomparsa di diverse spedizioni di ricerca al suo interno.
Mentre Chris è alla base si incontra col dottor Brill, uno scienziato intenzionato a scoprire cosa si nasconda a Tycho.
I tre partono in direzione del cratere, nei pressi trovano il cadavere di un uomo, che aveva scritto di fianco a sé: NO DIAMONDS. Continuando la loro esplorazione trovano una nube di diamanti che uccide Brill capendo che dalla scritta da loro trovata era stata cancellata la lettera T (la scritta sarebbe stata: NOT DIAMONDS). Chris con uno stratagemma, riesce a distruggere la nube di diamanti, salvando se stesso e Amelia.

## Edizioni
- Clifford D. Simak, All'ombra di Tycho, collana Urania Collezione n° 170, traduzione di Roberta Rambelli, Cles, Arnoldo Mondadori, 2017,  p. 263.